# Lee Ritenour
Lee Ritenour, ameriški avantgardni kitarist, * 11. januar 1952, Los Angeles.
Lee Ritenour je kitarist, ki je vedno eksperimentiral z najrazličnejšimi stili glasbe. Že pri šestnajstih je igral session z Mamas and the Papas. Leta 1975 je posnel album First Course, ki je bil predstavitev takratne L.A. Funk/Jazz scene. Leto kasneje 1976, je posnel Captain Fingers. Album je sodil v takratno generacijo jazz rock oziroma fusion stvaritev. Skladba s tega albuma se nahaja na legendarnem kompilacijskem albumu Jazz Rocks, ki je izšel leta 1977. Do leta 2002 je izdal še 30 albumov. Je kitarist, ki najraje igra na kitare Gibson.